# Cyprinodon laciniatus
Cyprinodon laciniatus is een straalvinnige vissensoort uit de familie van eierleggende tandkarpers (Cyprinodontidae). De wetenschappelijke naam van de soort is voor het eerst geldig gepubliceerd in 1942 door Hubbs & Miller.